# White Shadows in the South Seas
White Shadows in the South Seas (Ombres Blanques en els Mars Del sud) és un film mut del 1928 produït per Cosmopolitan Productions i la Metro-Goldwyn-Mayer(MGM) i distribuït per MGM. Va ser dirigit per W.S. Van Dyke i protagonitzat per Monte Blue i Raquel Torres. Basat en la novel·la del mateix nom de Frederick O'Brien, la pel·lícula és coneguda per ser la primera de MGM realitzada amb una banda sonora pre-enregistrada i per l'Oscar a la millor fotografia per Clyde De Vinna.

## Argument
Matthew Lloyd, un doctor alcohòlic està molest per l'explotació dels nadius en una illa de la Polinèsia per part dels blancs. Els nadius es capbussen al mar a la recerca de perles i es produeixen nombrosos accidents. Donada la mort d'un bussejador, Lloyd increpa a Sebastian, l'empresari. Aquest, com a revenja i per impedir la interrupció de les seves activitats, burla Lloyd i l'embarca en un vaixell amb tripulació difunta (pensant que están malalts) enviant-lo cap a una tempesta. Lloyd sobreviu i arriba a una illa on cap dels nadius mai han vist un home blanc.

## Producció
La pel·lícula està basada en la novel·la de 1919 del mateix nom escrita per Frederick O'Brien, qui va passar un any en l'oceà Pacífic del sud amb illencs natius. El 1927 s'inicià la coproducció entre Robert Flaherty, cineasta documental, i la MGM. Els exteriors van ser filmats a Tahiti, 4000 milles lluny de Hollywood.
La pel·lícula és coneguda per ser la primera de la MGM realitzada amb una banda sonora pre-enregistrada. La banda sonora fou una creació romàntica de William Axt i David Mendoza. El rodatge a Tahití fou realitzat pels càmeres Clyde De Vinna i Bob Roberts. De Vinna guanyà l'Oscar a la millor fotografia l'any 1929.
Anteriorment, De Vinna filmà a Tahiti amb el director Raoul Walsh el film d'aventures de 1923 Lost and Found on a South Sea Island per Goldwyn Pictures.
Frederick O'Brien estigué un any a Samoa (1919-1920) vivint entre illencs samoans nadius. Robert Flaherty visqué amb la seva família a Samoa des d'abril de 1923 fins a desembre de 1924 filmant el documental Moana presentat el gener de 1926 per Paramount Pictures.
El film es realitzà amb un equip de suport format per gairebé illencs a excepció només dels actors principals i alguns altres de Hollywood. Flaherty inicià el rodatge a Tahiti a un ritme lent que no fou de la conveniència de MGM i provocà el xoc amb Van Dyke. Per aquest motiu abandonà la producció, deixant Van Dyke com a director únic de la pel·lícula i que finalitzà el projecte en el temps previst. No obstant Flaherty rodà algunes escenes abans de deixar la producció i algunes d'elles es conserven (per exemple la llacuna en l'escena de jungla).

## Crítica
El crític Mordaunt Hall considerà el film normal però expressà la seva decepció per la forma en què va ser anunciat com film sonor quan l'únic so (amb excepció dels efectes de so: xiulant, cridant, plorant, etc) eren els crits de la paraula "Hola" més semblants a un murmuri.

## Repartiment
- Monte Blue com a Dr.Lloyd
- Raquel Torres com a Faya Way
- Robert Anderson com a Sebastian
- Renee Bush com a amic de Faya Way

## Premis
- 1930, Oscar a la millor fotografia per Clyde De Vinna